# نابض ثابت القوة

الرسوم البيانية للحمل مقابل امتداد النوابض ذات القوة الثابتة مقارنة بالنوابض المثالية

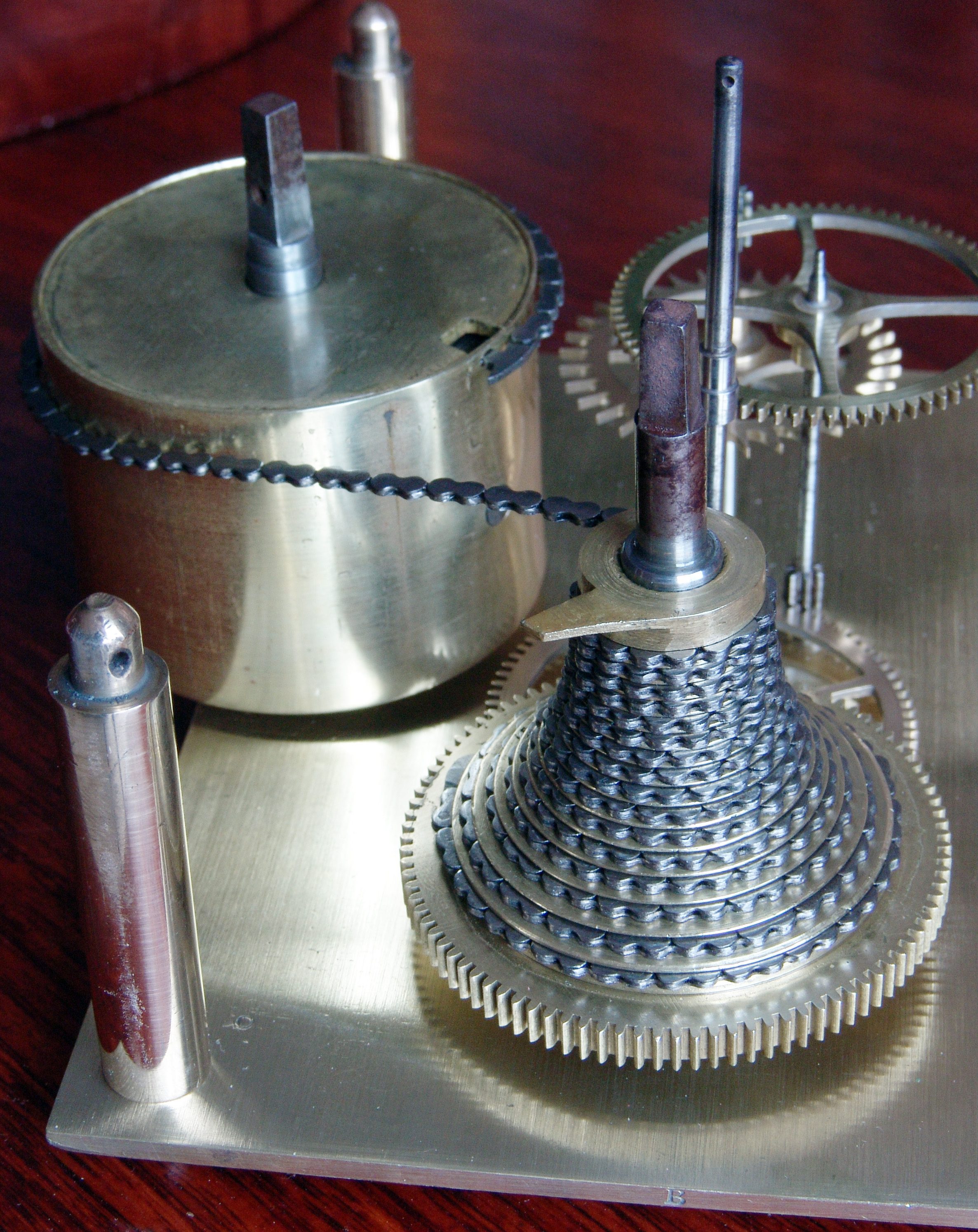

النابض ثابت القوة المثالي هو نابض يسبب قوة ثابتة، أي أنه لا يخضع لقانون هوك. في الواقع «النابض ثابت القوة» لا يسبب قوة ثابتة مثالية فهو في النهاية مصنوع من مواد تخضع لقانون هوك،
ولكن عموما يُصنع كشريط ملفوف من الحديد الصلب.
يسبب قوة شبه ثابتة، ونفترض أنها ثابتة تمامًا، وذلك لأن حركته بطيئة وينبسط وينقبض في زمن طويل، بحيث القوة الأولية للحركة لا تبدأ من الصفر ولكنها محدودة القيمة. وعند الذبذبات الصغيرة نسبيًا حول موقعه الابتدائي تكون القوة ثابتة تقريبا.
يُستخدم النابض ثابت القوة في التمثيل الكهربي الميكانيكي، حيث يُستخدم لمماثلة مصدر الجهد الكهربي المثالي في تمثيل المعاوقة، مثل بطارية كهربية تظل تعطي جهدًا ثابتًا لحمل أكبر بكثير من مقاومتها الداخلية، أو بتمثيله بمصدر التيار الكهربي المثالي في تمثيل المسامحة.